# John Shearer
Pour les articles homonymes, voir Shearer.
 (janvier 2021).
La mise en forme du texte ne suit pas les recommandations de Wikipédia : il faut le « wikifier ».
Les points d'amélioration suivants sont les cas les plus fréquents. Le détail des points à revoir est peut-être précisé sur la page de discussion.
- Les titres sont pré-formatés par le logiciel. Ils ne sont ni en capitales, ni en gras.
- Le texte ne doit pas être écrit en capitales (les noms de famille non plus), ni en gras, ni en italique, ni en « petit »…
- Le gras n'est utilisé que pour surligner le titre de l'article dans l'introduction, une seule fois.
- L'italique est rarement utilisé : mots en langue étrangère, titres d'œuvres, noms de bateaux, etc.
- Les citations ne sont pas en italique mais en corps de texte normal. Elles sont entourées par des guillemets français : « et ».
- Les listes à puces sont à éviter, des paragraphes rédigés étant largement préférés. Les tableaux sont à réserver à la présentation de données structurées (résultats, etc.).
- Les appels de note de bas de page (petits chiffres en exposant, introduits par l'outil «  Source ») sont à placer entre la fin de phrase et le point final[comme ça].
- Les liens internes (vers d'autres articles de Wikipédia) sont à choisir avec parcimonie. Créez des liens vers des articles approfondissant le sujet. Les termes génériques sans rapport avec le sujet sont à éviter, ainsi que les répétitions de liens vers un même terme.
- Les liens externes sont à placer uniquement dans une section « Liens externes », à la fin de l'article. Ces liens sont à choisir avec parcimonie suivant les règles définies. Si un lien sert de source à l'article, son insertion dans le texte est à faire par les notes de bas de page.
- La présentation des références doit suivre les conventions bibliographiques. Il est recommandé d'utiliser les modèles {{Ouvrage}}, {{Chapitre}}, {{Article}}, {{Lien web}} et/ou {{Bibliographie}}. Le mode d'édition visuel peut mettre en forme automatiquement les références.
- Insérer une infobox (cadre d'informations à droite) n'est pas obligatoire pour parachever la mise en page.

Pour une aide détaillée, merci de consulter Aide:Wikification.
Si vous pensez que ces points ont été résolus, vous pouvez retirer ce bandeau et améliorer la mise en forme d'un autre article.
John Shearer (21 avril 1947 - 22 juin 2019) était un photographe, écrivain et cinéaste américain, connu principalement pour son travail Photojournalisme. Il s'est principalement fait connaitre pour ses photographies des mobilisations pour les droits civiques, mais également pour ses photographies des obsèques du 35e président des États-Unis d'Amérique John Fitzgerald Kennedy et Martin Luther King, ainsi que le combat de Mohamed Ali avec Joe Frazier,

## Biographie
John Shearer naît le 21 avril 1947 à Harlem.
Ses parents sont Hyllis Shearer, une avocate qui deviendra plus tard sous-commissaire des services sociaux du comté de Westchester, à New York, et Ted Shearer, directeur artistique de BBDO.
La famille de John Shearer a déménagé en 1955 de Harlem au quartier Parkway Gardens de Greenburgh, à New York. Il a débuté la photographie à 8 ans. Adolescent il a remporté les concours de photographie de Scholastic pour enfants et a été exposé au Grand Central Terminal.
Après avoir obtenu son diplôme d'études secondaires, il s'est inscrit à l'Institut de technologie de Rochester, mais a abandonné ses études pour faire de la photographie à plein temps. Il a souhaité couvrir les manifestations autour de la guerre du Vietnam, auxquelles il s'est opposé.
En 1966, à 20 ans, il a rejoint le personnel de Look (magazine) en tant que photographe à plein temps. En 1969, il a quitté Look pour Life, où il était le deuxième photographe afro-américain après son voisin et mentor, Gordon Parks.
En 1972, il a été nommé photographe de l'année par l'Association des photographes de magazines.
En 1986, il épousa Marianne Wiant, avec qui il eut deux enfants: Alison et William.
Il est décédé d'un cancer de la prostate le 22 juin 2019 à Eastham, Massachusetts, à l'âge de 72 ans.
Selon Abigail Abrams dans Time, son projet préféré était une histoire pour Life sur les Reapers, un gang du South Bronx.
Au cours de sa vie, il a accumulé 175 prix nationaux, il a été exposé au Metropolitan Museum of Art, au Museum of Modern Art et au Whitney Museum of American Art et a enseigné le journalisme à l'Université Columbia.
En 2023, il rejoint les rangs de la division de divertissement Form Artists, basée à Los Angeles, et de la division de publicité Day Rep.